# Classe Gridley
La classe Gridley est une classe de destroyers de 1 500 tonnes construits par les États-Unis entre 1935 et 1938. Les deux premiers navires ont été admis en service actif en 1937 et les deux derniers en 1938. Les destroyers de cette classe sont basés sur ceux de classe Mahan (même coque) mais disposent de 4 tubes lance-torpilles supplémentaires tandis que l'armement principal est légèrement réduit (4 canons Mark 12 5"/38 au lieu de 5). Leurs motorisations ont également été améliorées avec une pression de vapeur passant de 400 psi à 565 psi, surchauffée dans les deux cas à 700°F. Le USS Maury (DD-401) avait une vitesse maximale de 42,8 nœuds, soit la vitesse la plus rapide jamais enregistrée auparavant pour un destroyer de l'United States Navy.

## Liste des navires de la classe
- USS Gridley (DD-380)
- USS Craven (DD-382)
- USS McCall (DD-400)
- USS Maury (DD-401)